# Фетещ
Фетещ (на румънски: Fetești) е град и община в окръг Яломица, Румъния, с население 30 217 жители (по данни от преброяването от 2011 г.). Намира се в Бъръганската равнина, на река Борча на Дунав.
Мостът за железнопътна линия „Крал Карол I“ е построен над Дунав при Черна вода през 1895 г. Нов мост е построен през 1980-те като част от магистралата Букурещ – Констанца.